# محمدهادی مازندرانی
محمدهادی مازندرانی (زادهٔ اصفهان) فرزند ملا محمدصالح مازندرانی، مؤلّف و خوشنویس اواخر دروه صفوی است او به «آقاهادی» و «هادی مترجم» نیز شهرت دارد و در زمرهٔ علما و زهّاد بوده.
پدرش ملا محمدصالح مازندرانی زادهٔ روستای تیلک چهاردانگه‌ی ساری بود و مادرش آمنه بیگم مجلسی از زنان به اجتهاد رسیده در اصفهان بود و پدر بزرگ مادری او محمدتقی مجلسی (از شاگردان شیخ بهایی و پدر محمدباقر مجلسی)، عالم شیعه در عصر صفویان بود.
در خط نسخ از معاصران و پیروان شیوه آقا ابراهیم قمی بوده‌است. زندگی او در اصفهان گذشته و در این شهر به هنگام فتنه افغان در سال ۱۱۳۵ه‍.ق درگذشت. روایت دیگری درگذشت او را در سال ۱۱۲۰ هـ. ق دانسته، آرامگاهش را در بقعه علامه مجلسی در اصفهان معرفی می‌کند.
- نوشته‌ها: :حاشیهٔ تفسیر بیضاوی، انوارالبلاغه، ترجمهٔ صحیفهٔ سجادیه، شرح صحیفهٔ سجادیه و…